# キリストの哀悼 (ペルジーノ)
『キリストの哀悼』(キリストのあいとう）、または『ピエタ』（伊: Pietà）は、イタリアのルネサンス期の画家ピエトロ・ペルジーノが1483年から1493年ごろに制作した油彩画。フィレンツェのウフィツィ美術館に所蔵されている。
ピエタの場面は、1480年代と1490年代のペルジーノの芸術の典型的な主題となっており、柱廊の下に描かれた (洗礼者ヨハネと聖セバスティアヌの間の聖母子を描いている『アルバーニ・トルローニアの多翼祭壇画』など)。葉の少ない木々のある穏やかな風景は、この時期の画家の絵画に共通している。
ドイツの祈念像 (Vesperbild) のように、キリストの身体は水平で非常に硬く、左側の洗礼者ヨハネと右側のマグダラのマリアも同様である。側面にはさらに他の聖人がいる。左側には胸の中で手を合わせた若い聖人 (ニコデモ)、右側には年老いた聖人 (アリマタヤのヨセフ) が俯いている。

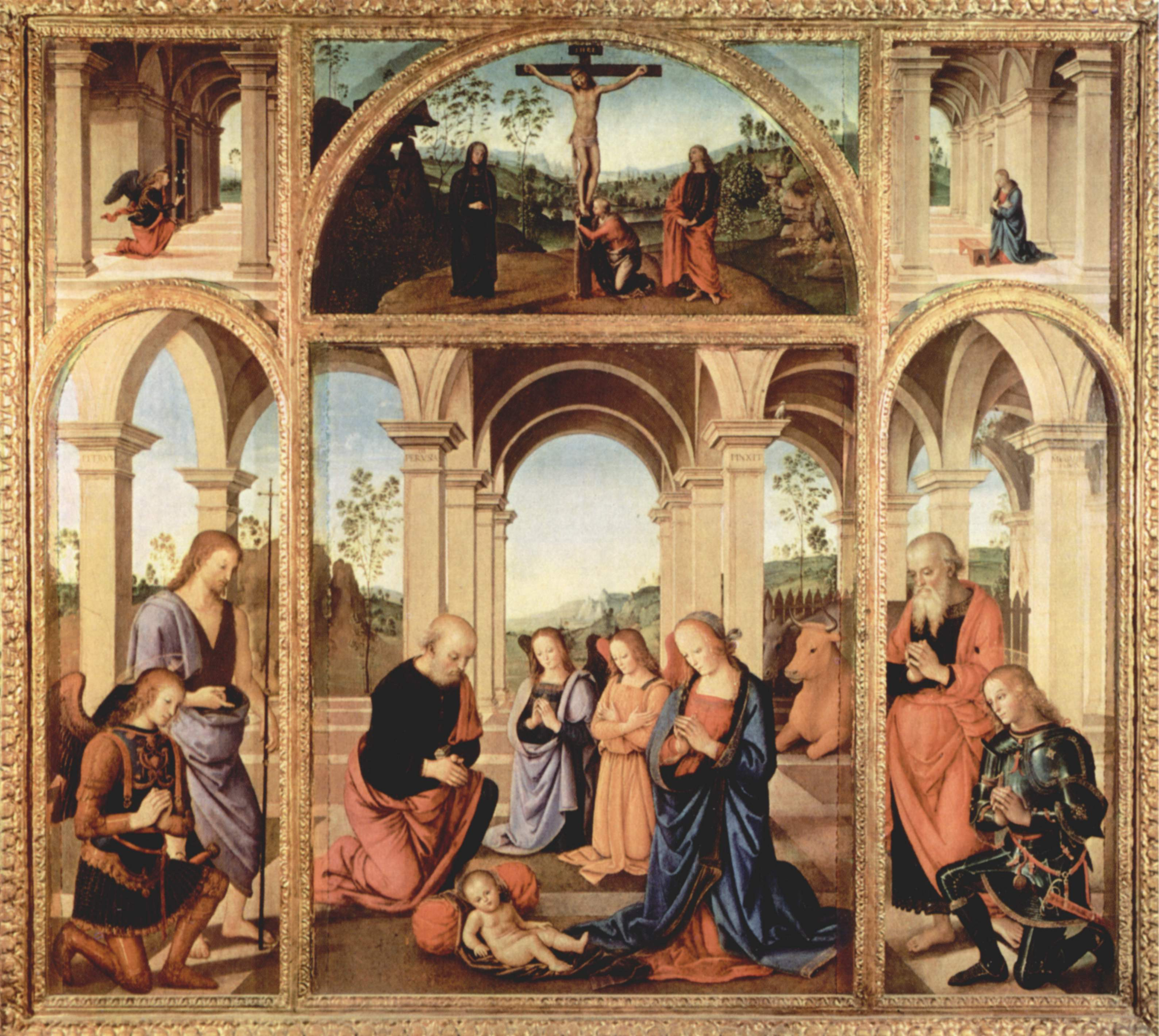
『アルバーニ・トルローニアの多翼祭壇画』(1491年) 個人蔵

## 歴史
作品は、サン・ジュスト・アッレ・ムーラ教会付属修道院のために『ゲッセマネの祈り』および『磔刑』とともに描かれた。ルネサンス美術の伝記作家ジョルジョ・ヴァザーリは、1529年のフィレンツェ包囲戦で修道院が破壊された後、サン・ジョヴァンニ・バッティスタ・アッラ・カルツァ教会の側祭壇でその三作を見た。 本作は、20世紀にウフィツィ美術館に移された。
作品の制作年は議論されており、ペルジーノがローマからフィレンツェに戻った1482年から少し後の年度までさまざまに考察されている。この時期に画家は、実験的にのみ油彩を使用している。いずれにしても、画家が油彩のみを使用し始めた15世紀末よりは前であろう。
絵画は1998年に修復された。